# A Life of Her Own
A Life of Her Own (br: Perdidamente Tua) é um filme americano de 1950, dirigido por George Cukor e estrelado por Lana Turner e Ray Milland. O roteiro de Isobel Lennart se concentra em uma aspirante a modelo que deixa sua pequena cidade no Meio-Oeste para buscar fama e fortuna em Nova York.[carece de fontes?]
Bronisław Kaper foi indicado ao Globo de Ouro de melhor trilha sonora original.

## Sinopse
Lily James, oriunda de uma pequena cidade do Kansas, é uma modelo que trabalha na agência Thomas Callaway, de Nova Iorque. Por ter tido uma infância e adolescência difíceis, Lily é uma boa conhecedora da personalidade humana e assim acredita que pode sempre se safar dos problemas. Tudo começa a mudar quando ela conhece Steve Harleigh.[carece de fontes?]

## Elenco

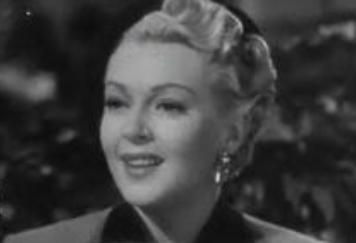
Lana Turner

- Lana Turner como Lily Brannel James
- Ray Milland como Steve Harleigh
- Tom Ewell como Tom Caraway
- Louis Calhern como  Jim Leversoe
- Ann Dvorak como Mary Ashlon
- Margaret Phillips como Nora Harleigh
- Barry Sullivan como Lee Gorrance
- Sara Haden como Smitty